# 54439 Topeka
54439 Topeka è un asteroide della fascia principale. Scoperto nel 2000, presenta un'orbita caratterizzata da un semiasse maggiore pari a 2,5399837 UA e da un'eccentricità di 0,1895871, inclinata di 16,53184° rispetto all'eclittica.
Dal 1º maggio al 14 giugno 2003, quando 55755 Blythe ricevette la denominazione ufficiale, è stato l'asteroide denominato con il più alto numero ordinale. Prima della sua denominazione, il primato era di 51895 Biblialexa.
L'asteroide è dedicato all'omonima città statunitense.